# Universidade de Brunel
A Universidade de Brunel (em inglês:  Brunel University London) está localizada em Londres, Inglaterra.